# Mimudea lagunalis
Mimudea lagunalis là một loài bướm đêm trong họ Crambidae.